# Boss' Life
"Boss' Life" je pjesma američkog repera Snoop Dogga. Objavljena je kao četvrti i posljednji singl s njegovog osmog studijskog albuma Tha Blue Carpet Treatment u izdanju diskografskih kuća Doggystyle Records i Geffen Records. U inačici s albuma na pjesmi gostuje Akon, a u remiksu Nate Dogg.

## Top liste
| Top lista (2007.)               | Završna pozicija |
| ------------------------------- | ---------------- |
| Radio & Records Airplay - Urban | 35               |
| Hot R&B/Hip-Hop Songs           | 65               |